# Sylvia Poorta
 (janvier 2019).
Si vous disposez d'ouvrages ou d'articles de référence ou si vous connaissez des sites web de qualité traitant du thème abordé ici, merci de compléter l'article en donnant les références utiles à sa vérifiabilité et en les liant à la section « Notes et références ».
Sylvia Poorta, née le 30 novembre 1961 aux Pays-Bas,, est une actrice néerlandaise.

## Filmographie

### Cinéma et téléfilms
- 1994 : Coma : Marina
- 1995 : De Partizanen (nl) : Els
- 1997 : Zeeuws meisje (nl) : La professeur d'école
- 1998 : Over de liefde : Carine
- 1998 : Het jaar van de opvolging (nl) : Mireille Laporte
- 2001 : Zus et Zo (Zus en Zo) : Michelle
- 2001-2003 : Wet & Waan (nl) : L'avocate Verrips
- 2003 : Boy Ecury (nl) : La propriétaire
- 2004 : Gebroken Rood (nl) : La procureure de la république
- 2005 : Grijpstra & de Gier (nl) : Gertje Berkenrode
- 2005 : Gruesome School Trip (De griezelbus) : Gerda
- 2006 : Spoorloos verdwenen (nl) : Jantine Jongkind
- 2006 : Keyzer & de Boer advocaten : Cleo van Zijl
- 2006 : Ik omhels je met 1000 armen (nl) : Pietje
- 2006 : Waiter ! (Ober) : Ilse
- 2006 : Waltz (nl) : Hanneke Majoor
- 2007 : Zadelpijn (nl) : Yvonne
- 2008 : Skin : Anna
- 2008 : Taxi 656 : La femme ivre
- 2009 : Vuurzee (nl) : Vleugel
- 2009 : Flikken Maastricht : Sonja Smeets
- 2010 : De vliegenierster van Kazbek (nl) : La mère de Marie
- 2010 : Finnemans (nl) : La thérapeute
- 2011 : Mixed Up : La chuchoteuse de chien
- 2012 : Lief Konijn : Jeanet
- 2012 : Hybris (court métrage) : La mère
- 2014 : In the Heart (nl) : La médecin de premiers secours
- 2016 : Eigen : La directrice de la maison de retraite
- 2017 : Hollands Hoop (nl) : Bauke
- 2018 : Snorro, de gemaskerde held : Dolores